# 앤드레 로요

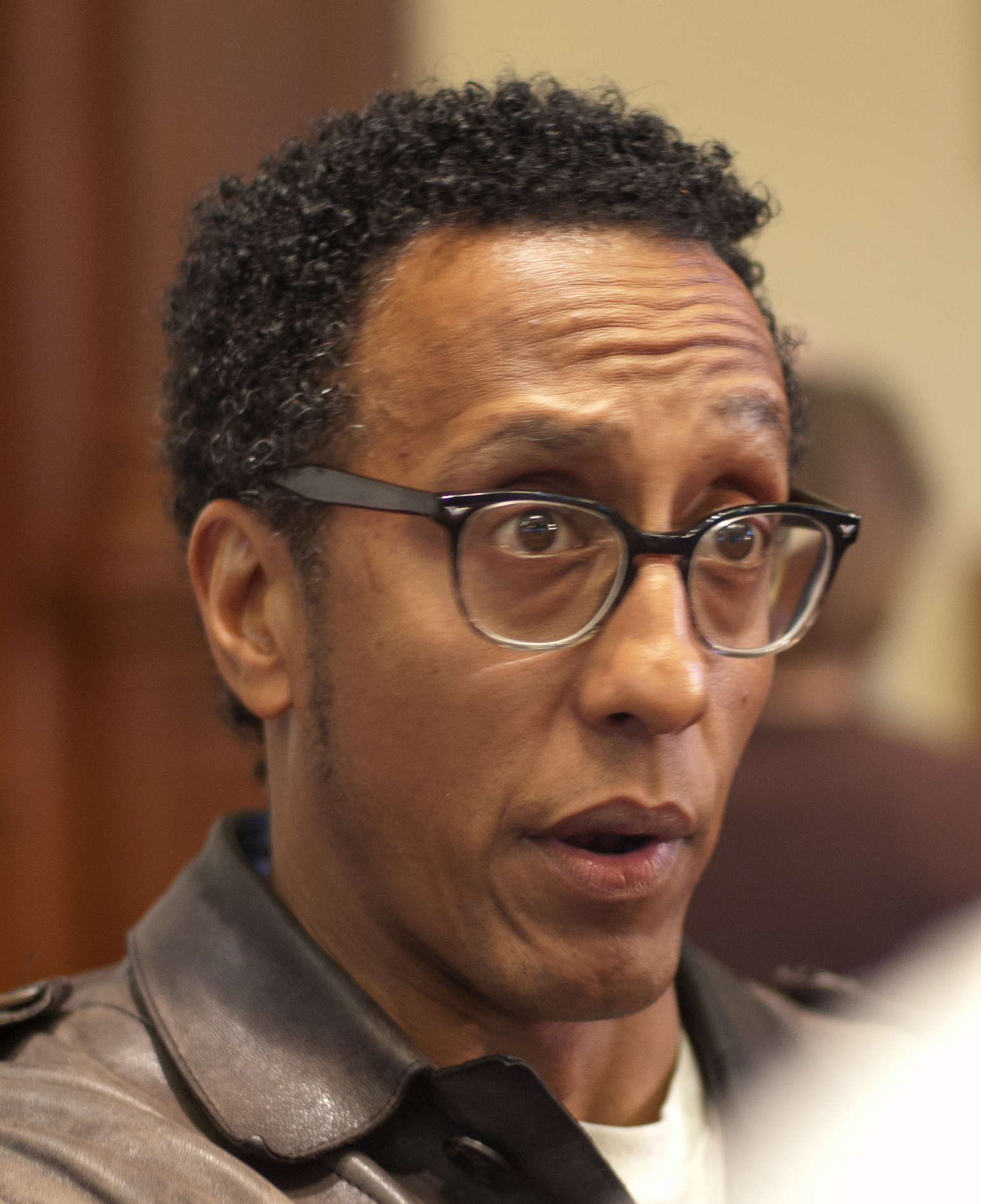
2010년 모습

안드레이 로이오(Andre Royo, 1968년 7월 18일 ~ )는 미국의 배우, 영화 제작자, 작가이다.
브롱크스에서 태어났다.

## 출연 작품

### 영화
- 샤프트 (2000)
- G (2002) - 트레이 역
- 어거스트 (2008, August)
- 슈퍼 (2010) - 해밀턴 역
- 헬벤더스: 최후의 성전 (2011) - 스티븐 역
- 자이언트 몽키 (2012, Bigfoot)
- 콜렉션 (2012) - 월리 역
- 프리랜서스 (2012)
- 레드 테일스 (2012) - 치프 "커피" 콜먼 역
- A Miracle in Spanish Harlem (2013) - 타이론 역
- 스펙타큘라 나우 (2013)
- Of Mind and Music (2014)
- 생존자들 (2014, Aftermath) - 롭 역
- 라일라 & 이브 (2015, Lila & Eve)
- Hunter Gatherer (2016)
- 빌리 보이 (2017, Billy Boy)
- 프로스펙트 (2018)

### 텔레비전
- 더 와이어 (2002-08)
- 터미네이터: 사라 코너 연대기 (2008)
- 히어로즈 (2008)
- 프린지 (2010-11)
- 엠파이어 (2015-19)